# Noa bank
Die noa bank war eine deutsche Privat- und Geschäftskundenbank in der Rechtsform einer Kommanditgesellschaft. Sie trat am Markt als ökologisch und ethisch ausgerichtete Direktbank auf.
Zu den angebotenen Produkten gehörten Giro- sowie Tagesgeldkonten und Festgeldkonto. Girokonten-Kunden konnten in der Eurozone mit der zum Girokonto gehörenden Kreditkarte Geldautomaten gebührenfrei nutzen.
Am 18. August 2010 verhängte die BaFin ein Moratorium, also ein Veräußerungs- und Zahlungsverbot gegen die Bank, weil die zum Konzern gehörende noa Factoring AG den Insolvenzantrag stellen musste. Die BaFin hat am 8. September 2010 die Bankerlaubnis der noa Verwaltungs-GmbH als persönlich haftende Gesellschafterin der noa bank GmbH & Co. KG mit sofortiger Wirkung aufgehoben. Am 1. Oktober 2010 wurde vom Amtsgericht Düsseldorf das Insolvenzverfahren eröffnet.

## Gründung
Das Unternehmen wurde im August 2009 von François Jozic und Frédéric Lodewyk mit einem Eigenkapital von 5,6 Mio. Euro gegründet, als Mantelgesellschaft diente das von ihnen im Juni 2009 erworbene frühere Bankhaus Zwirn GmbH & Co. KG. Die beiden Eigentümer hatten zuvor als Gründer des Factoringdienstleisters Quorum AG Erfahrung mit der Finanzierung mittelständischer Unternehmen gesammelt. Die Geschäftsführung bestand aus Wilfried Klein als Geschäftsführer für den Bereich Markt und Burkhard Brenig für den Bereich Marktfolge. Dank der fortbestehenden Vollbanklizenz des Bankhauses Zwirn konnte bereits im November 2009 das Kundengeschäft starten.

## Philosophie
Das Unternehmen trat mit einer für eine gewinnorientiert arbeitende Privatbank ungewöhnlichen Philosophie auf. So lehnte das Unternehmen jede Art von Spekulationsgeschäften ab und wollte sich allein auf das Kreditgeschäft konzentrieren. Zudem sollten nach eigenen Angaben ausschließlich „nachhaltig arbeitende“ kleine und mittelständische Unternehmen des realwirtschaftlichen Sektors finanziert werden.
Privatkunden konnten einen von mehreren Bereichen auswählen, in denen ihre Einlagen investiert werden; bei der noa bank nannten sich diese „Region“, „Planet“, „Leben“ und „Kultur“. Das Unternehmen warb zudem mit einem ungewöhnlichen Maß an Transparenz, zu dem auch die intensive Nutzung von Web-2.0-Medien beitragen sollten. Der Gründer und Eigentümer François Jozic kommuniziert über Twitter, YouTube, Facebook und in einem eigenen Blog.

## Sicherheit
Da die Bank kein Mitglied in einem deutschen Einlagensicherungsfonds war, waren Privatkundeneinlagen lediglich bis zur Höhe von 50.000 Euro durch die gesetzliche Pflichtmitgliedschaft in der Entschädigungseinrichtung deutscher Banken abgesichert. Nach Einschätzung der Frankfurter Allgemeinen Zeitung verfügte die noa bank mit einem Eigenkapital von 5,6 Millionen Euro nur „über ein sehr dünnes Fundament“. Zur Erhöhung des Eigenkapitals um weitere 5 Mio. Euro gab die noa bank im Rahmen des Programms Citizen Partner nachrangige Genussrechte aus, über die sich Kunden, die an den Erfolg des Unternehmens glaubten, stimmrechtslos beteiligen konnten.

## Verbot der Festgeldvergabe und Tagesgeldannahme
Die BaFin hatte am 24. Juni 2010 vorübergehend die Neukreditvergabe und die Annahme von Kundeneinlagen aufsichtsrechtlich verboten. Durch Zinssenkungen beim Tagesgeld – auf 1,50 % am 11. Juli 2010 und auf 0,75 % am 15. August 2010 – versuchte die Bank, gezielt Kundengelder loszuwerden, um die von der BaFin geforderte Eigenkapitalquote schneller zu erreichen.

## Bankschließung
Die BaFin verhängte am 18. August 2010 ein Moratorium, also ein Veräußerungs- und Zahlungsverbot gegen die noa bank. Außerdem hat die BaFin angeordnet, die Bank für den Verkehr mit der Kundschaft zu schließen und dem Institut untersagt, Zahlungen entgegenzunehmen, die nicht zur Tilgung von Schulden ihm gegenüber bestimmt sind. Damit waren alle Konten der noa-bank-Kunden gesperrt – nach Angaben der BaFin zum Schutz der Gelder vor Abzug ins Ausland.
Die BaFin stellte am 25. August 2010 den Entschädigungsfall fest, damit waren die gesetzlichen Voraussetzungen für eine Entschädigung der Anleger gegeben. Nach Angaben der BaFin wird sich die Entschädigungseinrichtung deutscher Banken GmbH nun mit den Geschädigten der noa bank in Verbindung setzen, um die Auszahlungsmodalitäten zu regeln.
Das Amtsgericht Düsseldorf hat am 1. Oktober 2010 das Insolvenzverfahren eröffnet und den Rechtsanwalt Wolf-Rüdiger von der Fecht zum Insolvenzverwalter bestellt.